# یاپنک (نیویورک)
یاپنک (به انگلیسی: Yaphank) یک منطقهٔ مسکونی در ایالات متحده آمریکا است که در شهرستان سافک، نیویورک واقع شده‌است. یاپنک ۳۵٫۷ کیلومتر مربع مساحت و ۵٬۹۴۵ نفر جمعیت دارد و ۱۳ متر بالاتر از سطح دریا واقع شده‌است.